# Chișinău
Chișinău ([kiʃiˈnəw]) är huvudstad och industriellt och kommersiellt centrum i Moldavien; det är också landets största stad med cirka 723 500 invånare (2012). Staden ligger i mitten av landet, vid floden Bîc. Ekonomiskt är staden den överlägset rikaste i Moldavien och ett av regionens huvudsakliga industriella centra och transportnav. Då staden är Moldaviens viktigaste, innehåller den ett brett urval utbildningsinstitutioner.

## Etymologi
Betydelsen och ursprunget av stadens namn är inte fastställt. En teori är att det betyder ’den nya källan’, baserat på ett gammalt rumänskt ord för källa som uttalas ungefär som chișla och rumänskans ord för ny, nouă.
Namnet har skrivits olika beroende på vilket alfabet som varit det gångbara i Moldavien vid olika tidpunkter i historien. Före 1800-talet kallades staden på rumänska för Chișineu. Fram till första världskrigets slut skrevs namnet med det ryska kyrilliska alfabetet. Efter kriget tillhörde staden Rumänien och då användes det rumänska latinska alfabetet. Efter andra världskriget var staden en del av Moldaviska socialistiska sovjetrepubliken och då användes det moldaviska kyrilliska alfabetet (Кишинэу). Efter självständigheten på 1990-talet används åter det rumänska latinska alfabetet.
Historiskt har staden i engelskan kallats för Kishinev, vilket är det ryska namnet (Кишинёв), som med svensk transkription blir Kisjinjov.

## Geografi och klimat

### Geografi
Staden ligger vid floden Bîc, en biflod till Dnestr, i centrala Moldavien. Chișinău har en yta på 120 km²; hela kommunen har en yta på 635 km². Staden är uppdelad i fem administrativa distrikt.

### Klimat
Chișinău har inlandsklimat, som karaktäriseras av varma torra somrar och kalla blåsiga vintrar. Vintertemperaturer ligger ofta under noll, även om de sällan är under minus tio grader Celsius.[källa behövs] Under sommaren är medeltemperaturen ungefär 25 grader, men ibland nås temperaturer upp till 35–40 grader i centrala staden. Även om medelnederbörd och medelluftfuktighet under sommaren normalt är låg, förekommer häftiga stormar då och då. Under vår och höst varierar temperaturer mellan 18 och 22 grader, och det tenderar att under de här perioderna regna mer än under sommaren.[källa behövs]
Uppmätta normala temperaturer och normalnederbörd i Chișinău:
|                                            | Jan  | Feb  | Mar | Apr  | Maj  | Jun  | Jul  | Aug  | Sep  | Okt  | Nov | Dec  |
| ------------------------------------------ | ---- | ---- | --- | ---- | ---- | ---- | ---- | ---- | ---- | ---- | --- | ---- |
| Normaldygnets maximitemperaturs medelvärde | 0,9  | 2,6  | 8,1 | 15,6 | 21,9 | 25,2 | 27,5 | 27,2 | 21,5 | 15,2 | 7,4 | 2,2  |
| Normaldygnets minimitemperaturs medelvärde | −4,3 | −3,6 | 0,2 | 6,0  | 11,6 | 15,2 | 17,3 | 16,9 | 12,0 | 6,8  | 1,5 | −3,0 |
|                                            |      |      |     |      |      |      |      |      |      |      |     |      |
| Nederbörd                                  | 36   | 31   | 34  | 40   | 48   | 66   | 64   | 56   | 51   | 37   | 38  | 41   |

| Diagram | temperaturer i °C • månadsnederbörd i mm | temperaturer i °C • månadsnederbörd i mm | temperaturer i °C • månadsnederbörd i mm | temperaturer i °C • månadsnederbörd i mm | temperaturer i °C • månadsnederbörd i mm | temperaturer i °C • månadsnederbörd i mm | temperaturer i °C • månadsnederbörd i mm | temperaturer i °C • månadsnederbörd i mm | temperaturer i °C • månadsnederbörd i mm | temperaturer i °C • månadsnederbörd i mm | temperaturer i °C • månadsnederbörd i mm | temperaturer i °C • månadsnederbörd i mm |
|         | 36 1 -4                                  | 31 3 -4                                  | 34 8 0                                   | 40 16 6                                  | 48 22 12                                 | 66 25 15                                 | 64 28 17                                 | 56 27 17                                 | 51 22 12                                 | 37 15 7                                  | 38 7 2                                   | 41 2 -3                                  |

## Historia
Staden grundades 1436 som en klosterstad. Staden var en del av det medeltida provinsen Moldavien, som började falla under Osmanska rikets beskydd under 1500-talet. I början av 1800-talet hade staden enbart 7 000 invånare. 1812 ockuperades den av Ryssland, som gjorde den till Bessarabiens centralort. Dess befolkning växte snabbt till 92 000 år 1862 och 125 787 år 1900.
Staden spelade en viktig roll i rysk-turkiska kriget från 1877 till 1878, som centrum för Rysslands invasion.
Under den sena delen av 1800-talet, speciellt på grund av ökande antisemitiska strömningar i Ryssland och Polen och på grund av bättre ekonomiska förutsättningar, valde många judar att bosätta sig i Chișinău, så år 1900 var 43 procent av befolkningen judar.
Chișinăus judar drabbades av två pogromer, från 6 till 7 april 1903 och från 19 till 20 oktober 1905 – två anledningar till att många östeuropeiska judar flyttade till Västeuropa och USA några år senare.
Rumänien höll staden mellan 1918 och 1940, då den togs av Sovjetunionen.

## Ekonomi
Chișinău är Moldaviens mest välutvecklade och industrialiserade stad, och dess huvudsakliga industriella centrum och dess servicecentrum.

## Transport
Det finns tre bussterminaler, en internationell flygplats (Chișinăus internationella flygplats) och en internationell järnvägsterminal i staden. Förutom detta finns ett privat taxi- och minibussystem.

## Utbildning
I staden finns ett universitet och sex andra högskolor, samt Moldaviens vetenskapliga akademi. Sedan Sovjetunionens fall har staden erhållit en betydligt högre levnadsstandard än i de flesta glesbebyggda områdena.

## Befolkning
Total folkmängd var enligt 2004 års folkräkning 707 700.
Folkräkningen delar upp stadens invånare i följande etniska grupper: 68,4 % moldavier, 13,7 % ryssar, 8,4 % ukrainare, 4,4 % rumäner, 1,2 % bulgarer, 0,9 % gagauzer och 2,9 % övriga etniciteter.
Enligt en artikel i Moldova Azi den 19 maj 2005 förklarade en grupp internationella folkräkningsexperter att det fanns ett par problem med folkräkningen:
1. Folkräkningen inkluderar några moldavier som bott utomlands i över ett år vid folkräkningen.
2. Precisionen kring nationalitet/etnicitet och språk ifrågasattes. Vissa räknare uppmuntrade tydligen svarande att uppge sig själv som ”moldavier” istället för ”rumän”, och även inom familjer finns förvirring kring dessa begrepp.

Då detta tagits i åtanke, rekommenderade gruppen att Moldaviens statistikbyrå borde göra en utvärderingsstudie av folkräkningen.

## Vänorter
Chișinău har följande vänorter:
- Alba Iulia, Rumänien, sedan 2011
- Ankara, Turkiet, sedan 2004
- Bukarest, Rumänien, sedan 1999
- Grenoble, Frankrike, sedan 1997
- Iași, Rumänien, sedan 2008
- Jerevan, Armenien, sedan 2000
- Kiev, Ukraina, sedan 1999
- Mannheim, Tyskland, sedan 1989
- Minsk, Vitryssland, sedan 2000
- Odessa, Ukraina, sedan 1994
- Reggio nell'Emilia, Italien, sedan 1989
- Sacramento, USA, sedan 1990
- Tbilisi, Georgien, sedan 2011
- Tel Aviv, Israel, sedan 2000

## Bilder

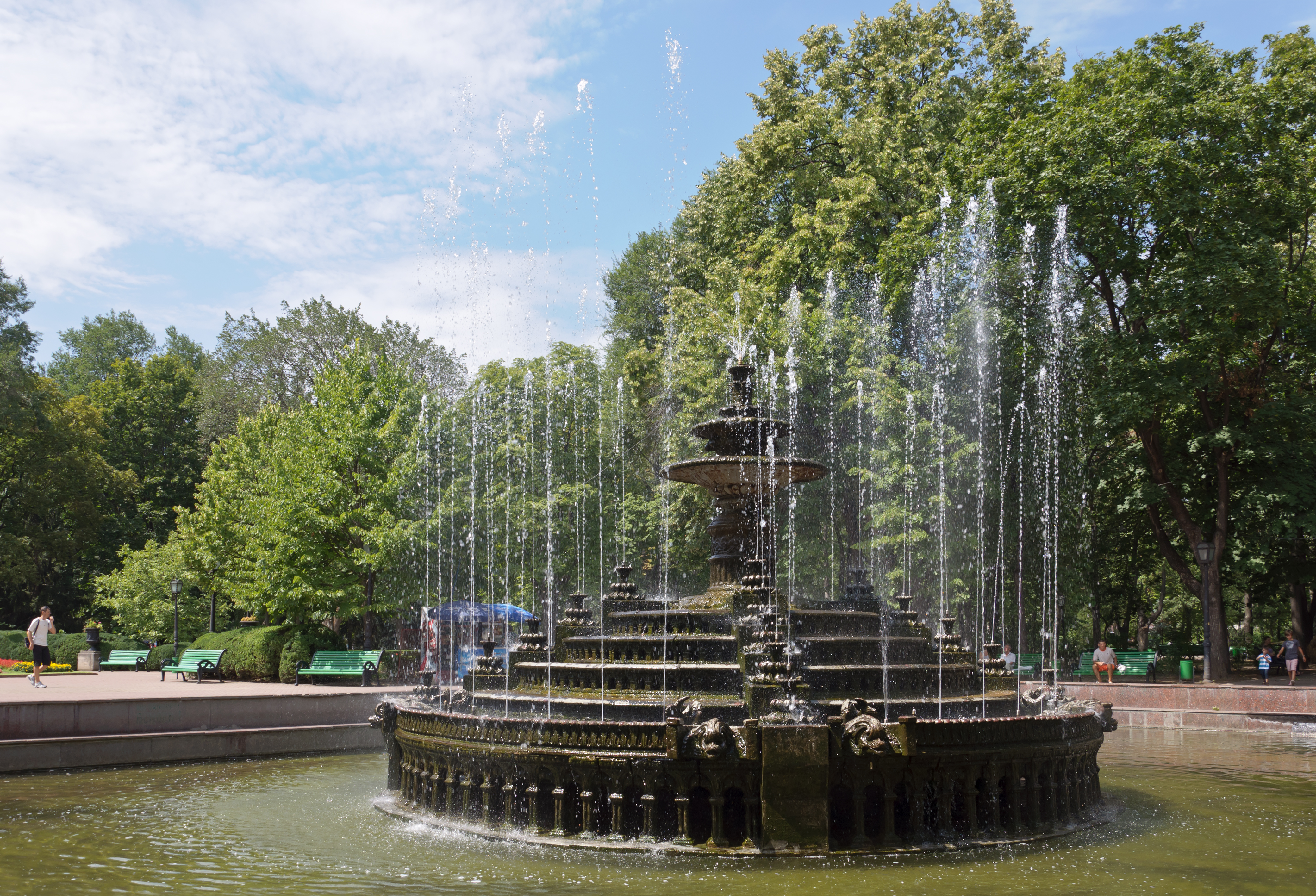
Stadens centralpark Ștefan cel Mare.
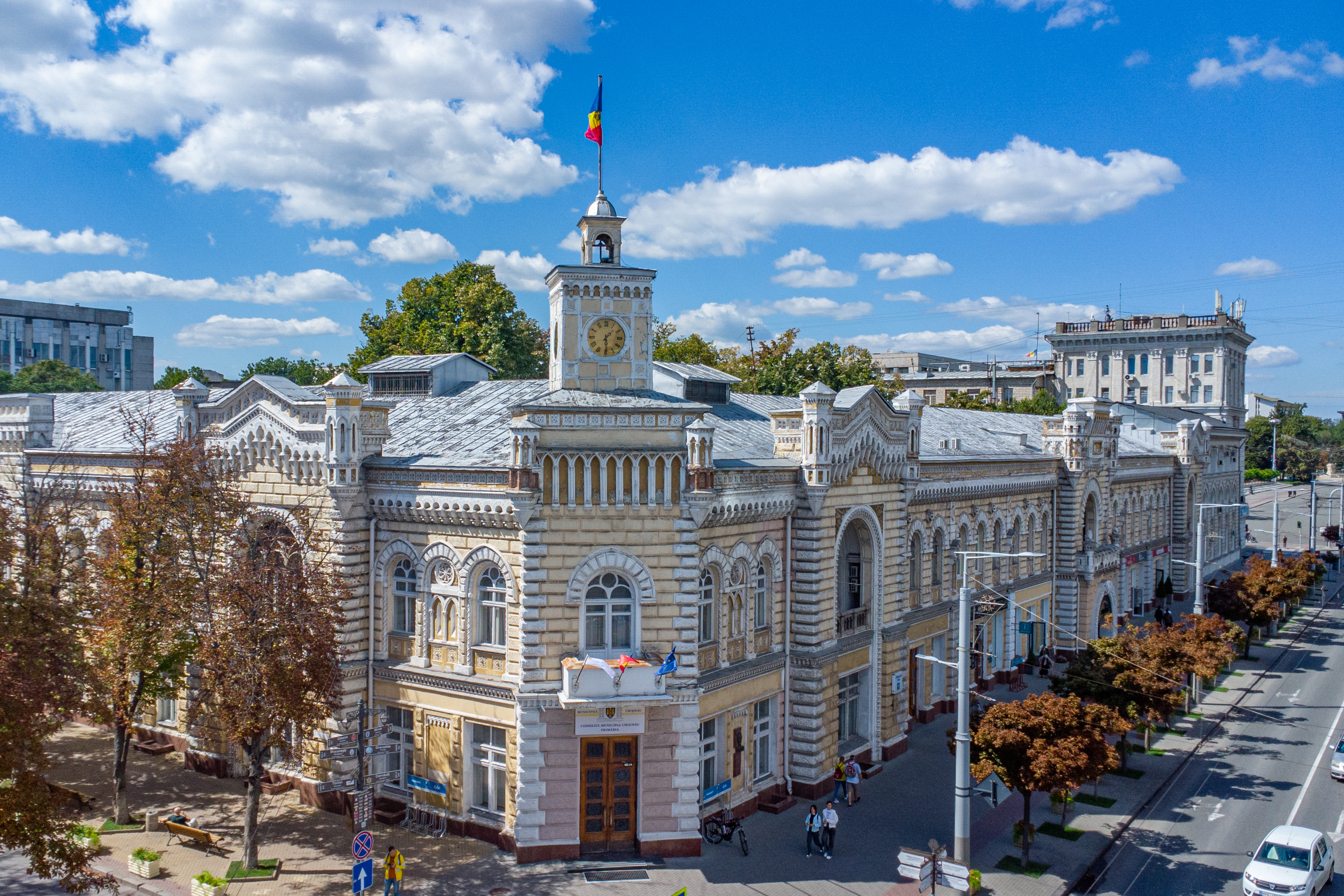
Chișinăus stadshus.
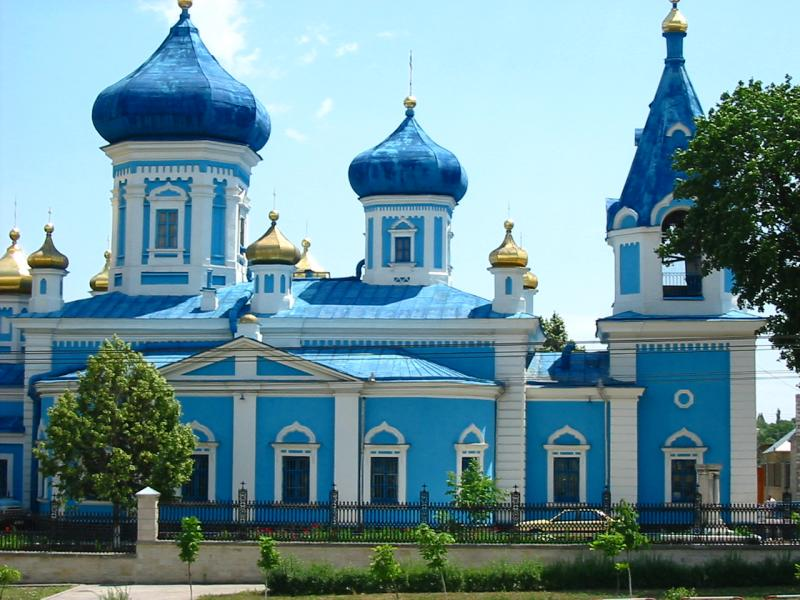
Den moldavisk-ortodoxa katedralen Sfîntul Mare Mucenic Teodor Tiron.